# Estação Luz (Rio de Janeiro)
Luz será uma estação de trem do Rio de Janeiro.
Esta estação será construída pela SuperVia e ficará entre a estação Nova Iguaçu e Comendador Soares, onde atenderá os moradores do bairro da Luz em Nova Iguaçu. A estação atenderá a novos padrões de acessibilidade, facilitando o acesso de portadores de necessidades especiais. Planejada para ser inaugurada no fim de 2013, em 2018 a estação ainda não havia saído do papel.